# BLAST
BLAST (ang. Basic Local Alignment Search Tool) – narzędzie bioinformatyczne (algorytm) służące do lokalnego przyrównywania sekwencji aminokwasów białek lub nukleotydów DNA. BLAST umożliwia naukowcom porównywanie żądanej sekwencji z sekwencjami zawartymi w biologicznych bazach danych i ocenę ich podobieństwa.
Różne typy BLAST-a służą do porównywania różnych rodzajów sekwencji. Dla przykładu: po odkryciu nieznanego genu u myszy, przeszukują bazę z ludzkim genomem pod kątem obecności podobnych genów. BLAST znajdzie sekwencje podobne w bazie o ustalonych z góry parametrach (takich jak stopień podobieństwa). Dzięki prostocie obsługi jest użytecznym narzędziem.
Projektantami algorytmu byli: Stephen Altschul, Warren Gish, Webb Miller, Eugene Myers, i David J. Lipman z National Institutes of Health. Opublikowali oni wyniki swojej pracy w Journal of Molecular Biology w 1990 roku.

## Informacje
BLAST jest jednym z najczęściej używanych programów tego typu ze względu na zastosowanie mechanizmu heurystycznego i dużo większą szybkość działania w przeciwieństwie do znajdowania optymalnego przyrównania.
Przed napisaniem algorytmu BLAST czy FASTA przeszukiwanie dużych biologicznych baz danych było uciążliwe (robione np. Algorytmem Smitha-Watermana) i powolne gdyż wiązało się z przyrównywaniem całych sekwencji.
Podczas gdy BLAST działa szybko nie zapewnia on tego że będzie to optymalne dopasowanie zapytania do bazy, algorytm Smitha-Watermana daje tą pewność kosztem dużego zużycia zasobów komputera i czasu.
BLAST jest działa w dużo krótszym czasie niż FASTA gdyż bierze pod uwagę tylko ważniejsze fragmenty sekwencji.

## Działanie
BLAST używa metod heurystycznych do znajdowania podobnych sekwencji, nie porównując całej sekwencji lecz tylko krótsze fragmenty obu sekwencji. Po znalezieniu pierwszego dopasowania globalnego BLAST zaczyna przyrównywać sekwencje lokalnie. BLAST próbuje znaleźć ciągi takich samych liter układając z nich jak najdłuższe słowa, jest to ważny element BLASTa. Dla przykładu sekwencja GLKFA ma trzy trzyliterowe słowa GLK, LKF, KFA.